# فرانك ماك
فرانك ماك (بالإنجليزية: Frank Mack)‏ هو لاعب كرة قاعدة أمريكي، ولد في 2 فبراير 1900 في أوكلاهوما سيتي في الولايات المتحدة، وتوفي في 2 يوليو 1971 في كليرواتر في الولايات المتحدة.

## وصلات خارجية
- فرانك ماك على موقعبيزبول رفرنس.كوم (الدوري الرئيسي) (الإنجليزية)